# Selište (gmina Šekovići)
Selište (cyr. Селиште) – wieś w Bośni i Hercegowinie, w Republice Serbskiej, w gminie Šekovići. W 2013 roku liczyła 70 mieszkańców.